# ノルスケ・トーグ76形
76形は、ノルウェー国鉄の鉄道路線で使用される鉄道車両の形式。電化区間は架線からの電気を用いる電車、非電化区間はディーゼルエンジンを用いる気動車として走行するバイモード車両で、2021年から営業運転を開始した。

## 概要
ノルウェー国鉄の鉄道路線で使用される車両を所有するノルスケ・トーグは、2017年にスイスに本社を置く鉄道車両メーカーのシュタッドラー・レールとの間に、旧型気動車（92形）の置き換えを目的とした新型車両の導入契約を交わし、翌2018年にも追加発注を実施した。これを基に製造が実施されたのが76形である。
シュタッドラー・レールが世界各地へ向けて展開を行っているFLIRTの1車種で、「パワーパック（Power Pack）」とも呼ばれる小型車体を含め、6つの車体で構成される連接車である。電化区間に加えて非電化区間も走行する事から、シングルアーム式パンタグラフを始めとした架線からの集電に適した機器に加え、「パワーパック」には4基のディーゼルエンジンが搭載されている。この「パワーパック」は座席がなく客室と分離されているため、騒音や振動の抑制が図られている。また、制動装置には回生ブレーキが用いられ、制動時に生じた電気を充電池に蓄え、加速時に使用する事が可能である。雪の侵入を始めとした冬季の問題の防止やメンテナンスの容易さを向上させるため、これらの機器の多くは屋根上や車内に設置されている他、冗長性を持たせた構造となっている。

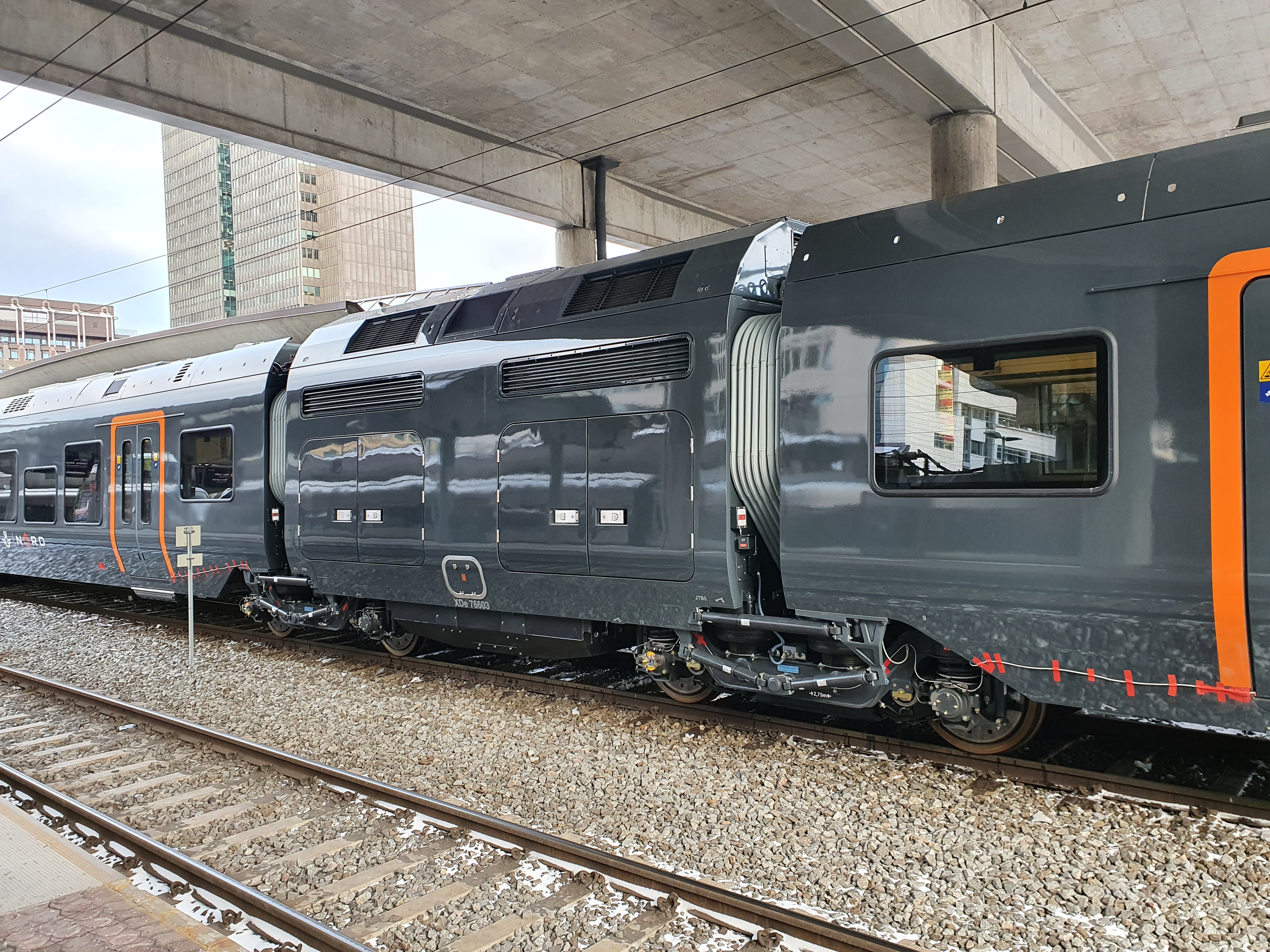
小型車体の「パワーパック」（2021年撮影）

設計に際しては利用客の快適性向上にも重点が置かれており、防音・防振対策に加え、広々とした車内レイアウトや大きな窓、冷暖房双方に対応した空調システムが完備されている。また、車内の床上高さも全体の70 %が800 mmと低く抑えられており、ユニバーサルデザインを意識した構造となっている。
2020年から製造が行われ、試運転を経た最初の編成は2021年8月31日から営業運転を開始した。以降2022年までに発注された全14編成の納入が完了し、これらの車両はノルウェー北東部の各路線で使用されている。車両の運行はスウェーデンの国営企業であるSJの子会社のSJノルゲ（SJ Norge）によって実施されており、ノルスケ・トーグは同社にリースを行っている。

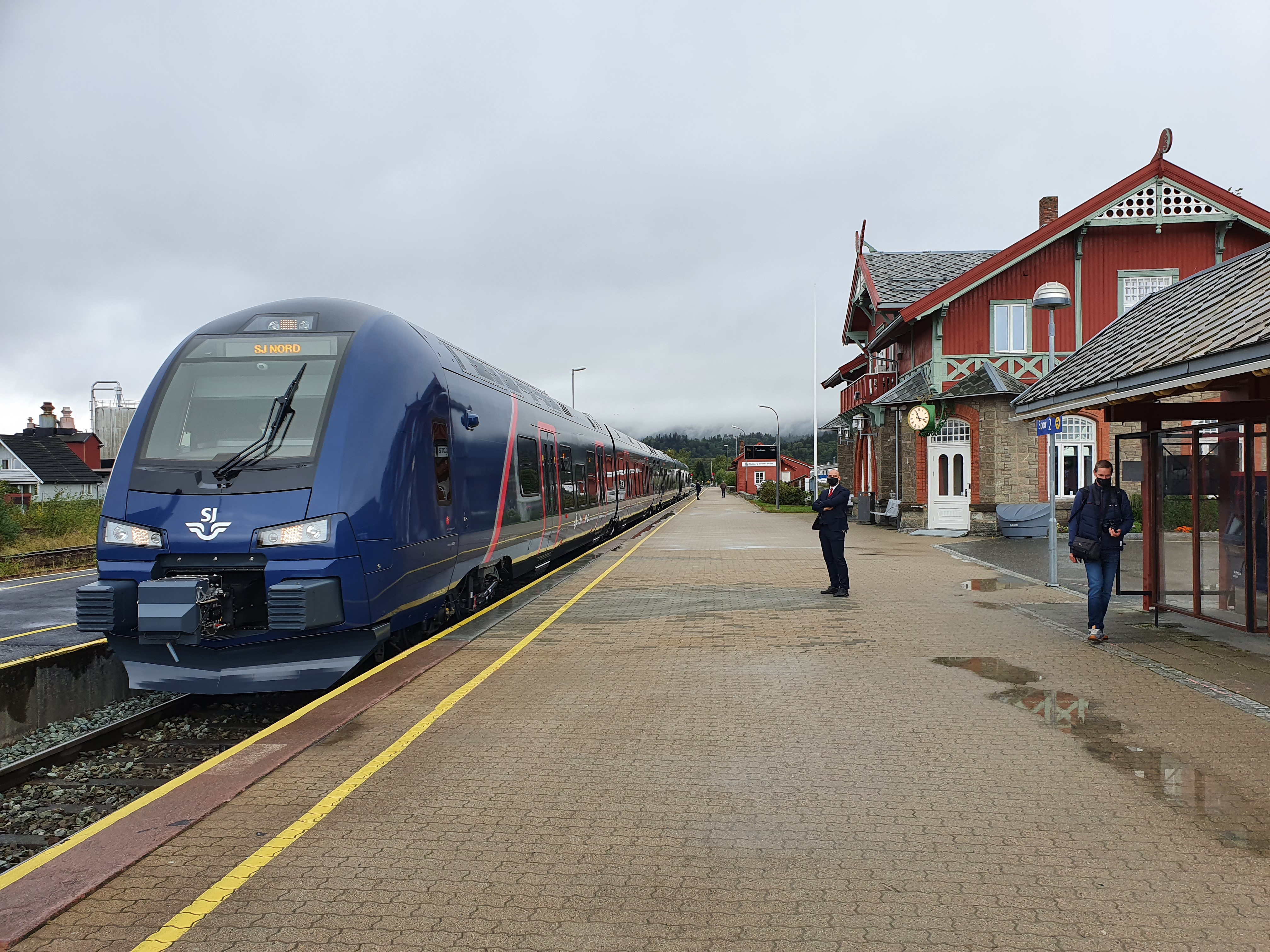
非電化区間の駅に停車する76形（2021年撮影）

## 編成・諸元
| 76形 編成・主要諸元 | 76形 編成・主要諸元 | 76形 編成・主要諸元 | 76形 編成・主要諸元 | 76形 編成・主要諸元 | 76形 編成・主要諸元 | 76形 編成・主要諸元 | 76形 編成・主要諸元                                    |
| 形式名              | 車種                | 等級                | 定員                | 定員                | 定員                | トイレ              | 参考・備考                                             |
| 形式名              | 車種                | 等級                | 着席                | 立席                | 折り畳み座席        | トイレ              | 参考・備考                                             |
| ------------------- | ------------------- | ------------------- | ------------------- | ------------------- | ------------------- | ------------------- | ------------------------------------------------------ |
| BMa                 | 電動制御車          | 二等                | 38人                | 62人                | 6人分               | ×                   |                                                        |
| BPa                 | 付随車              | 二等                | 44人                | 93人                | 11人分              | ○                   | フリースペース、自動販売機、コーヒーマシンを設置       |
| BC                  | 付随車              | 二等                | 36人                | 88人                | 13人分              | ○                   | フリースペースを設置 トイレはユニバーサルデザイン      |
| XDe                 | 付随車              | －                  | －                  | －                  | －                  | ×                   | 「パワーパック」 車内には4基のディーゼルエンジンを搭載 |
| BPb                 | 付随車              | 二等                | 40人                | 78人                | 9人分               | ×                   | フリースペース、コーヒーマシンを設置                   |
| BMb                 | 電動制御車          | 二等                | 38人                | 62人                | 6人分               | ×                   | コーヒーマシンを設置                                   |